# Notomulciber carpentariae
Notomulciber carpentariae là một loài bọ cánh cứng trong họ Cerambycidae.